# AFA Senior Male League
AFA Senior Male League, även känd som AFA League är den högstaligan i fotboll på Anguilla, ligan grundades 1997. Anguilla är medlem i Concacaf och CFU, trots det har ingen klubb kvalificerat sig för en internationell turnering.

## Mästare
- 1997/98 — Spartans International
- 1998/99 — Attackers
- 1999/00 — Ej spelad
- 2000/01 — Roaring Lions
- 2001/02 — Roaring Lions
- 2002/03 — Roaring Lions
- 2004 — Spartans International
- 2005/06 — Roaring Lions
- 2006/07 — Kicks United
- 2007/08 — Attackers
- 2008/09 — Attackers
- 2009/10 — Roaring Lions
- 2010/11 — Kicks United
- 2011/12 — Kicks United
- 2012/13 — Attackers
- 2013/14 — Roaring Lions
- 2014/15 — Kicks United
- 2015/16 — Salsa Ballers
- 2016/17 — Roaring Lions
- 2018 — Kicks United
- 2019 — Ej färdigspelad?
- 2020 — Roaring Lions
- 2023 – Doc's United
- 2024 – Doc's United